# Perclorato di potassio
Il perclorato di potassio è il sale di potassio dell'acido perclorico, di formula KClO4.
A temperatura ambiente si presenta come un solido bianco inodore. 
In medicina viene usato come farmaco antitiroideo per curare l'ipertiroidismo, di solito in combinazione con un altro farmaco.
È un composto nocivo e un forte ossidante.
È uno degli ossidanti maggiormente utilizzati in pirotecnica, rientrando nelle composizioni di razzi come carica propulsiva, di stelle e petardi, come componente della polvere flash M-100 assieme alla polvere di alluminio.

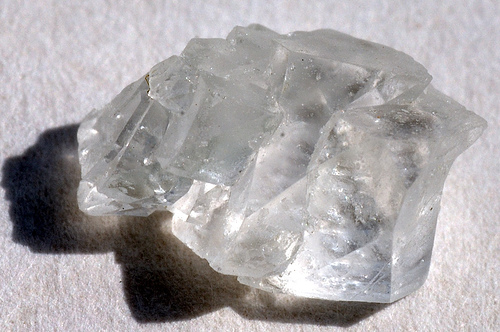
Cristallo di perclorato di potassio

Con sostanze riducenti forma miscele esplosive (ne è un esempio la polvere flash, usata nella creazione dei petardi).
Queste miscele presentano una sensibilità agli urti e alle cariche elettrostatiche in misura molto minore rispetto a quelle a base di clorato di potassio. 
Possiede la più ridotta solubilità in acqua tra tutti i perclorati (2,08 g KClO4 in 100 g H2O a 25 °C).